# Catacauma microplacum
Catacauma microplacum är en svampart som beskrevs av Syd. 1922. Catacauma microplacum ingår i släktet Catacauma och familjen Phyllachoraceae.   Inga underarter finns listade i Catalogue of Life.